# Colonia Mauricio
Colonia Mauricio es una localidad de la Provincia de Buenos Aires, Argentina, perteneciente al partido de Carlos Casares.
Así denominada en honor del Barón Mauricio de Hirsch, fue la primera colonia establecida en el país por la Jewish Colonization Association. Numerosas familias de inmigrantes judíos provenientes del Imperio ruso que arribaron al país en los vapores Tioko, Lissabon y Petrópolis, llegaron a las inmediaciones de la futura ciudad de Carlos Casares. En 1908 la colonia contaba con dos mil trescientas veinticuatro almas.

## Población
Cuenta con 8 habitantes (Indec, 2010), lo que representa un descenso del 60% frente a los 20 habitantes (Indec, 2001) del censo anterior.